# Фусэки
Фусэки (яп. 布石) — начальная стадия партии в игре го, которая может длиться примерно до 60 хода (в среднем — 15—40 ходов). Считается, что стадия фусэки заканчивается тогда, когда в партии начинает завязываться первая борьба. Японский термин фусэки обозначает «распределение камней»; в Китае начальная стадия игры носит название буцзюй (кит. трад. 布局, пиньинь bùjú), а в Корее — пхосок (кор. 포석). Стадия фусэки является фундаментальной — в ней закладывается план, характер и стратегия дальнейшей игры, проигрыш на этой стадии зачастую приводит к финальному поражению. Во время фусэки своими первыми ходами игроки намечают будущую территорию и сферы влияния. В соответствии с общим принципом игры в фусэки первые ходы делаются сначала в углы доски, затем игроки распространяются на стороны и только потом выходят в центр. В го нет точного аналога шахматной теории дебютов, имеется относительно небольшой набор стандартных последовательностей. Некоторые из стандартных начал получили особые названия — в честь игроков, которым приписывается изобретение данного дебюта (фусэки Сюсаку, фусэки Кобаяси), либо согласно постановке первых ходов (нирэнсэй, санрэнсэй, сан-сан фусэки). Взгляды на правильность тех или иных ходов в фусэки со временем претерпевали изменения, например, после введения коми в качестве компенсации за первый ход игрокам пришлось пересмотреть свою стратегию в начале партии. В 1930-х годах Го Сэйгэн и Минору Китани открыли эпоху «новых фусэки» — явление, которое можно сравнить с гипермодернизмом в шахматах: разочарование в устоявшихся взглядах на начальные ходы привело к появлению абсолютно новых стратегических решений.

## Теория фусэки

### Ключевые пункты фусэки

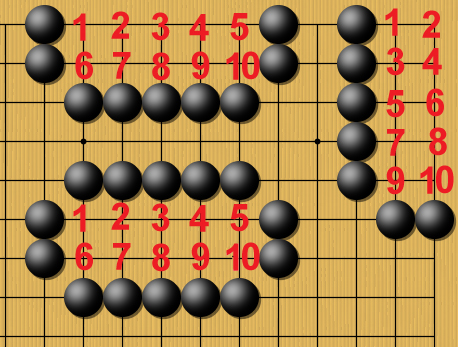
Иллюстрация принципа «угол-сторона-центр»: для того, чтобы захватить 10 очков, в углу требуется 7 ходов, на стороне — 9 ходов, в центре — 14 ходов

Основным принципом фусэки является «угол-сторона-центр», разъясняющий приоритетный порядок ходов. Окончательная победа в партии в го присуждается тому, кто сможет захватить больше территории — окружить больше свободных пунктов-пересечений. Легче всего захватить территорию в углу доски, поскольку на это потребуется меньше ходов, а сложнее всего — в центре. Некоторые игроки занимают центральные пункты в начале партии в качестве особой тактики, направленной на раннюю борьбу, но это препятствует быстрому и лёгкому захвату территории.
Ключевыми понятиями уже на ранней стадии игры являются концепции территории и влияния. Территория представляет собой гарантированно взятые очки; влияние — потенциал захвата очков в определённой области доски, то есть — возможное превращение в территорию. Окружить территорию в углу и у края доски легче, чем в центре, однако построения в центральной части могут в дальнейшем превратиться в очки либо помочь отнять очки противника. Сильно придавленная к краю доски позиция может дать твёрдые очки территории, но в дальнейшем не сможет развиваться и принести дополнительные очки.

Стандартные дебютные ходы в го
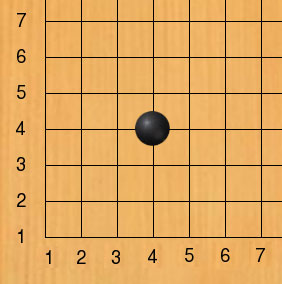
Хоси (4-4)
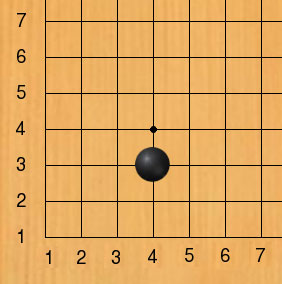
Комоку (3-4)
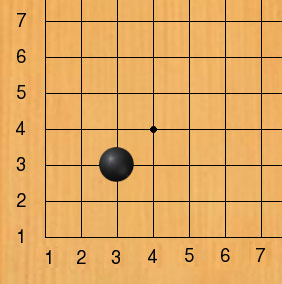
Сан-сан (3-3)
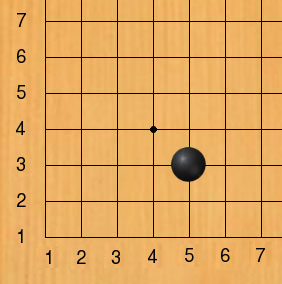
Мокухадзуси (3-5)
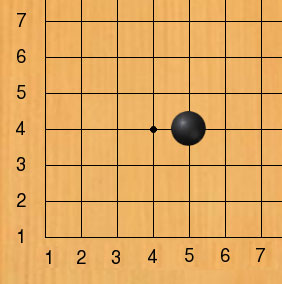
Такамоку (4-5)

План будущей игры отчасти определяется уже первым ходом. Исходя из принципа «угол-сторона-центр», первыми двумя ходами игроки занимают углы доски. Чаще всего это пункты (цифры обозначают координаты относительно края доски; поскольку доска симметрична — координаты можно отнести к любому из четырёх углов) 4-4 (хоси, яп. 星), 3-4 (комоку, яп. 小目) и 3-3 (сан-сан, яп. 三々); несколько реже используются ходы 3-5 (мокухадзуси, яп. 目外し) и 4-5 (такамоку, яп. 高目). Первые ходы в го делаются по 3 и 4 линиям от края доски, поскольку третья линия предназначается для получения территории, а четвёртая — влияния. Ходы по первой и второй линии будут бесполезны в начале партии (в теории го первая линия называется линией смерти, а вторая — линией поражения), поскольку ходами на первую линию игрок не получает ни одного очка, а каждый ход по второй линии будет приносить лишь одно очко территории. Ходы по пятой линии и выше не окружают территорию на данном этапе, так как будут находиться слишком далеко от края.

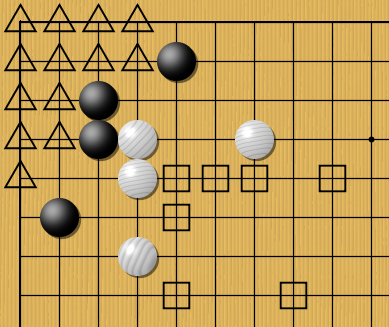
Территория и влияние в го: чёрные получили гарантированную территорию в углу, отмеченную треугольниками; белые имеют влияние на центральную часть доски (отмечено квадратами), превращение этого влияния в территорию зависит от успешной реализации стратегии белых в продолжении игры.

Пять вышеназванных ходов имеют свои особенности, учитывая которые, игроки строят свою тактику не только дебютной фазы, но и всей партии:
- Хоси (4-4) расположен симметрично и не имеет преимущественного направления на одну из сторон. Этот ход обладает влиянием и направленностью в центр, но не предоставляет игроку контроль над территорией в углу — противник в будущем может отнять её вторжением в пункт 3-3. В связи с этим, делая ход в хоси, игрок не должен использовать этот ход для получения территории в углу (для этого придётся добавить ещё два хода в этом же углу, отдав инициативу сопернику. При желании твёрдо забрать территорию в углу следовало бы выбрать ход в пункт 3-4 или 3-3). При выборе хода 4-4 следует реализовать его влияние на стороны и центр[15].
- Комоку (3-4) не является симметричным и поэтому имеет направление на развитие одной из сторон (соперник может тактически препятствовать этому). Комоку позволяет забрать территорию в углу или развивать позицию на стороне. Влияние этого хода по направлению к центру слабо по сравнению с хоси. При выборе хода 3-4 следует ориентироваться на получение территории и развитие позиции на стороне[16].
- Сан-сан (3-3), как и хоси, является симметричным, следовательно, не имеет предпочтительного направления по отношению к одной из сторон. Сан-сан надёжно захватывает территорию в углу. Влияние этого хода на центр незначительно; соперник может прижать его к краям, полностью лишая влияния на центральную часть. Сан-сан применяется при игре на получение твёрдой территории[17].
- Мокухадзуси (3-5) направлен на одну из сторон. С его помощью можно развивать свою позицию на стороне либо забрать угол следующим ходом. Ход 3-5 позволяет вести игру на влияние в центре либо развиваться по стороне в зависимости от ответных ходов противника[18].
- Такамоку (5-4) также направлен на одну из сторон. Этот ход обладает сильным влиянием на центр. Как и в случае с хоси, он не гарантирует получение территории в углу. Ход 5-4 применяется игроками, склонными к развитию влияния и продолжению борьбы в центре[19].

На понимании этих базовых свойств ходов строятся закономерности развития фусэки.

### Развитие позиции

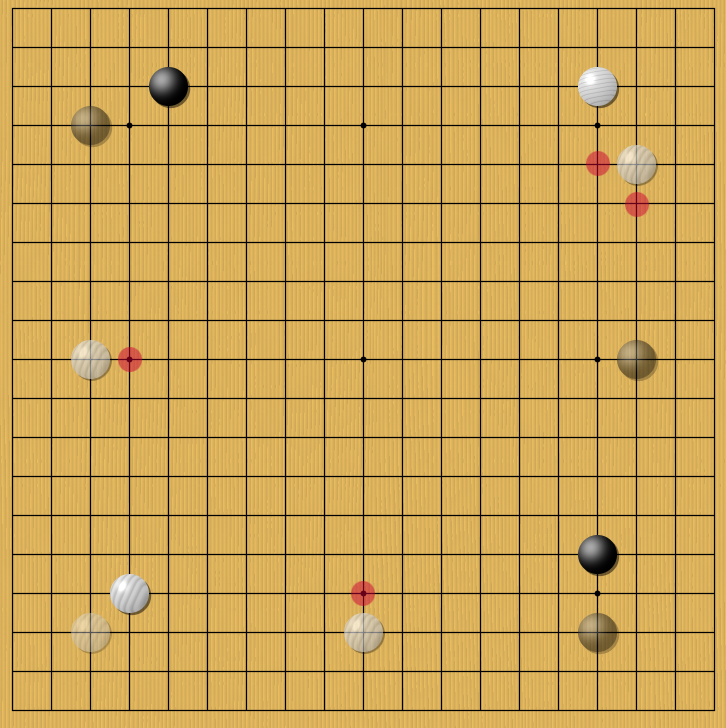
Естественные направления развития первых ходов. Продолжением после хода в хоси (или сан-сан) является развитие по сторонам (возможны ходы в пункты, отмеченные красным); комоку и мокухадзуси — окружение угла (допускаются ходы в пункты, отмеченные красным); такамоку — окружение угла и развитие на стороне

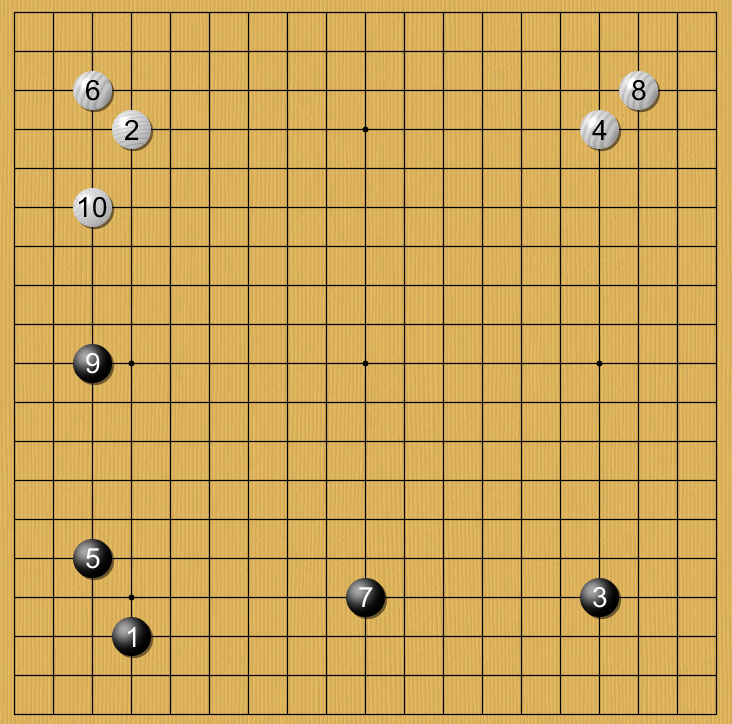
Пример удачного (чёрные) и слишком медленного (белые) развития позиции в фусэки

При переходе от углов к сторонам важно учитывать то, что ходы, сделанные в углах, имеют свои направления развития (показанные на рисунке). Развивать свою позицию на сторонах следует с учётом этих направлений, а также анализируя то, каким может быть идеальное развитие у противника. Согласно одной из пословиц го, «лучший ход соперника — это твой ход». Данное высказывание может относиться не только к начальной стадии партии, однако в фусэки оно также является актуальным; например, игроки при первой возможности не дают окружить угол (построить симари), где был сыгран ход в такамоку или мокухадзуси, начиная атаку на него. Построения из камней также имеют своё направление развития; здесь проявляется так называемое направление игры. Эту концепцию развивал японский го-профессионал Такэо Кадзивара, написавший одноимённую книгу, где детально рассматриваются различные позиции в начале и их развитие в зависимости от правильного и ошибочного направления игры. Умение следовать в правильном направлении игры является отчасти интуитивным, отчасти аналитическим, основанным на связях между сделанными ходами. Анализ общего направления игры решает, какой из имеющихся незанятых пунктов является наиболее важным на данный момент.
Существует такая концепция как скорость развития. Под быстрым развитием понимается захват больших пунктов, эффективное построение заготовок намечаемых территорий. Ходы, сделанные слишком близко друг к другу в начале партии, не могут реализовать успешную дебютную стратегию, поскольку теряется возможность захвата большего количества очков; конечно, близко расположенные камни сложнее атаковать, но если противник создаёт хорошую сбалансированную позицию, то ему не понадобится атака — он перейдёт к укреплению своей территории, которой будет больше, поскольку он успел создать большой потенциал для своей будущей территории. Каждый ход должен работать в контексте всей доски; при развитии начальной позиции нужно пытаться предугадать, какими будут следующие ходы противника и как с учётом этого наиболее эффективно использовать свои построения. Потенциал быстрого развития имеют не все виды фусэки, например, при диагональном расположении ни один из игроков не может быстро оккупировать одну сторону, и оба вынуждены либо вступить в раннюю борьбу, либо вести медленную территориальную игру.

### Баланс
В общестратегическом плане в партиях го следует помнить о важности сохранения баланса, «золотой середины». На стадии фусэки баланс должен соблюдаться применительно к территории и влиянию. Чтобы надёжно занять территорию, нужно размещать камни близко один от другого; но чтобы захватить большую часть доски, нужно играть «шире». Слишком «низко» (близко к краю доски) расположенные камни дают слишком мало территории, а слишком «высоко» — оставляют противнику шанс на вторжение.
Классическое применение принципа «угол-сторона-центр» основывается на территориальном подходе. Ходы в угловые пункты сан-сан (3-3) или комоку (3-4) позволяют сразу захватить контроль над углами и соответственно получить гарантированную территорию. Более высокие ходы по 4 линии (хоси или такамоку) позволяют противнику отнять всю территорию в углу. Стиль игры, направленный на скорое получение влияния, напротив, стремится к тому, чтобы не зацикливаться на быстром получении территории в углах. При таком стиле игрок стремится построить сферу влияния, позволяющую начать контролировать центр доски. Результат партии определяется количеством территории, однако территория, в свою очередь, может рождаться из удачно реализовавшегося плана игры на влияние. Считается, что ходы по третьей линии направлены на получение территории, а четвёртой — влияния, поэтому разница в один ряд существенно влияет на общий баланс позиции. Успешный розыгрыш фусэки заключается в соблюдении баланса между 3-й и 4-й линией; полный переход в одну из этих крайностей приводит к худшей позиции.

### Ценность ходов в стадии фусэки

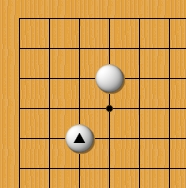
Защита угла (симари) от пункта комоку (3-4) — естественное развитие от первого хода, сделанного в этом углу

Первые ходы в фусэки будут определять дальнейшее развитие игры. В начале партии доска практически пуста, и происходит своего рода первоначальное разделение на области, за которые в дальнейшем будет идти борьба. Самым важным на этом этапе является захват «больших пунктов» — ходов, дающих потенциально максимальное количество очков. Ходы в самом начале партии могут приносить десятки потенциальных очков, поэтому на данном этапе крайне нецелесообразны ходы по 1 и 2 линии, а также ранний выход в центральную часть доски. После захвата углов самыми большими ходами будут ходы, защищающие свой угол, ходы на середину стороны и ходы, угрожающие забрать угловую территорию соперника. Порядок действий будет определяться в зависимости от того, какие ходы были сделаны в углах, и от свойств развития этих пунктов, а также, в некоторой степени, от индивидуального стиля игрока (предпочтения ведения игры на территорию или на влияние).
В книге «Фундаментальные принципы го» Илунь Ян выделяет четыре класса ходов в дебютной стадии — порядок ходов в фусэки:
| 1 класс | - Занятие свободного угла. |
| 2 класс | - Защита угла (симари, яп. 締まり) или атака угла соперника, где был сыгран ход 3-4, 5-3 или 5-4 (какари, яп. 掛かり). - Ход в середину стороны, на которой два угла заняты противостоящими формами. - Розыгрыш дзёсэки в углу. |
| 3 класс | - Ход в середину стороны, на которой только один из двух углов имеет хорошие возможности для развития. - Ход, который одновременно укрепляет свою позицию и ослабляет противника, а также любое распространение через два или три пункта с хорошим потенциалом развития позиции. - Защита своего или атака угла соперника, где был сыгран ход 4-4 или 3-3. |
| 4 класс | - Ход в середину стороны, где ни один из двух углов не имеет хорошей возможности для развития. - Полная защита угла, где был сыгран ход 4-4, или сокращение зоны частично защищённого угла с 4-4. - Все остальные ходы через 3 или 2 пункта на стороне. |

Существует принцип, согласно которому всегда следует занимать последний большой пункт в фусэки — прежде чем начинать локальную борьбу, следует оценить общую позицию и возможность занять тот или иной большой пункт.

### Выбор дзёсэки
Дзёсэки (яп. 定石 дзё:сэки) — последовательности ходов при розыгрыше угла, ставшие стандартами го. После розыгрыша дзёсэки оба соперника получают равный, сбалансированный результат, выражающийся в получении очков территории и влияния. Поскольку игра начинается с углов, при правильном выборе дзёсэки можно получить локальное преимущество в этой части доски; неправильный выбор дзёсэки, несмотря на равный результат в локальном розыгрыше, может привести к ухудшению общей позиции на доске. Существует пословица го, согласно которой «знание дзёсэки убавляет силу на два камня», обозначающая, что знание и использование комбинаций дзёсэки на автоматизме без учёта общей позиции на доске может привести к поражению. В книге «Го. Путь игры XXI века» Го Сэйгэн сравнивает дзёсэки с лекарством: «примите нужное лекарство — и будете чувствовать себя лучше, возьмёте не то — и вы умрёте». При выборе дзёсэки важно уметь проанализировать возможные варианты расположения камней после розыгрыша комбинации ходов в углу и увидеть достоинства и недостатки возникающей при этом позиции.

## История развития фусэки

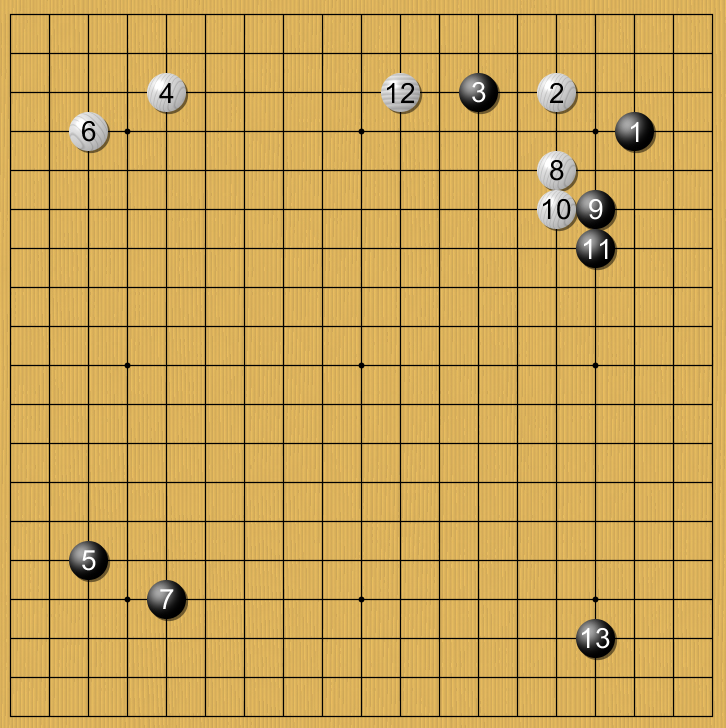
Партия Хонъимбо Досаку (белые) против Ясуи Титэцу (17 января 1678 г.). Типичное начало партии этого периода

В ранних партиях стадия фусэки является статичной; в те времена существовал традиционный порядок первых ходов, который не нарушался столетиями. В Китае первые 4 хода делались строго в пункты 4-4 по диагонали. Игроки сосредотачивались на борьбе, которая начиналась уже на самой ранней стадии.

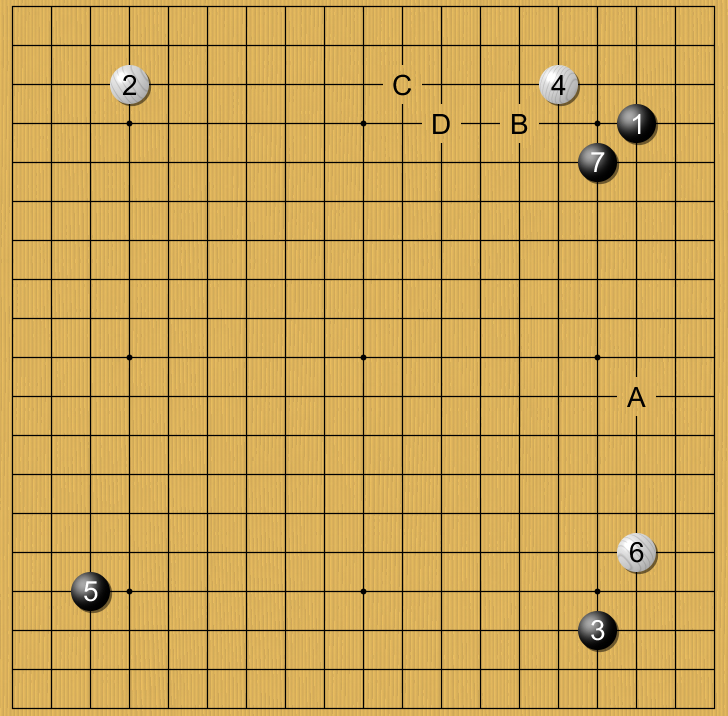
Фусэки Сюсаку

Начало развития теории фусэки традиция связывает с именем Хонъимбо Сюсаку. Его находки в дебюте партии стали фундаментом современной теории фусэки. Сюсаку использовал комбинацию из трёх первых ходов в пункты комоку (3-4) и далее делал ход, который стали называть «косуми Сюсаку» (см. диаграмму). Ход 7 создавал возможность, в зависимости от ответа белых, выбора вариантов A-D. Ключевым аспектом фусэки Сюсаку является то, что чёрные занимают три угла первыми, при этом ходы в пункт комоку обладают сбалансированностью и позволяют развиваться гармонично (получать и территорию, и влияние). Сам Сюсаку заявлял, что никогда не проигрывал, если играл чёрными, и что его косуми «никогда не перестанет быть хорошим ходом, пока в го играют на доске 19х19».
Существует мнение, что и «косуми Сюсаку», и «Сюсаку фусэки» в действительности изобрёл не сам Сюсаку, а один из его старших соперников, Гэннан Инсэки (тот самый, с которым была сыграна известная «красноухая» игра Сюсаку). Однако не подлежит сомнению, что известность этим ходам принёс именно Сюсаку, начавший активно их применять.
Фусэки Сюсаку перестало использоваться в связи с появлением коми, поскольку, с введением компенсации за первый ход в виде тогда ещё 5.5 очков (в настоящее время коми составляет 6.5 очков, в Корее — 7.5), чёрные должны развивать свою позицию в начале партии более активно.

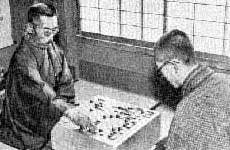
Хонъимбо Сюсаи против Го Сэйгэна — «Матч века»

До XX века игроки использовали очень малую часть из устоявшихся на сегодняшний день го-дебютов. Игроки начала XX века строго придерживались принципа «угол-сторона-центр». В 1930-х годах началась эра так называемых «Новых фусэки». Многие игроки были разочарованы в «закостенелости» начальной стадии игры и строго территориальном подходе. Японские профессионалы, среди которых были Го Сэйгэн и Минору Китани, начали экспериментировать с начальной постановкой ходов и развивать стратегию игры на влияние. Одним из знаменательных событий стал ход Го Сэйгэна в центральный пункт во время партии против Хонъимбо Сюсая («партия века»). Ход выглядел как оскорбление почтенного Хонъимбо и казался неразумным. Несмотря на то, что Го Сэйгэн проиграл ту партию, длившуюся 4 месяца, игроки начали задумываться о развитии влияния на начальной стадии игры и отрекаться от догматичных дебютов. Это привело к появлению многих, революционных на тот момент типов фусэки, среди которых — нирэнсэй и санрэнсэй. Особую популярность санрэнсэй приобрёл благодаря идеям Масаки Такэмии — основателя «космического стиля» в го. Такэмия не цеплялся за получение твёрдых очков территории в углах, предпочитая строить крупномасштабные дебютные заготовки, направленные на захват центра доски.
Во второй половине XX века стало развиваться китайское фусэки. Оно получило своё название благодаря популярности среди китайских игроков и использовалось ими ещё век назад; позже оно было перенято ведущими японскими профессионалами. Однако, согласно Масао Като, китайское фусэки появилось в Японии. В 1961 году на одном из турниров «Любительский Хонъимбо» Минору Харада сыграл так называемое «высокое китайское фусэки», позже ставшее использоваться профессиональными игроками. Китайское фусэки (низкое и высокое) направлено на развитие влияния в центре, но при этом, в отличие от санрэнсея, оставляет возможность получения угловой территории. Дальнейшее изучение этих го-дебютов привело к появлению «мини-китайского фусэки», имеющего хороший потенциал получения территории и эффективность в борьбе в середине игры.
В 1980-е становится популярным «фусэки Кобаяси», получившее имя своего изобретателя — японского профессионала Коити Кобаяси. Фусэки Кобаяси сочетает в себе потенциал китайских разновидностей фусэки и позволяет в любое время трансформироваться в территориальный стиль.
В 1990-е и начале XXI века теория фусэки стремительно развивается, по большей части, благодаря корейскими игрокам, доминирующим на мировой го-арене. Стиль большинства корейских игроков направлен на получение хорошей позиции для последующей борьбы.
| 19 |
| 18 |
| 17 |
| 16 |
| 15 |
| 14 |
| 13 |
| 12 |
| 11 |
| 10 |
| 9  |
| 8  |
| 7  |
| 6  |
| 5  |
| 4  |
| 3  |
| 2  |
| 1  |

| 19 |
| 18 |
| 17 |
| 16 |
| 15 |
| 14 |
| 13 |
| 12 |
| 11 |
| 10 |
| 9  |
| 8  |
| 7  |
| 6  |
| 5  |
| 4  |
| 3  |
| 2  |
| 1  |

| 19 |
| 18 |
| 17 |
| 16 |
| 15 |
| 14 |
| 13 |
| 12 |
| 11 |
| 10 |
| 9  |
| 8  |
| 7  |
| 6  |
| 5  |
| 4  |
| 3  |
| 2  |
| 1  |

## Виды фусэки
Все виды фусэки можно разделить на быстрые и медленные; более подробная характеристика будет выглядеть так:
- Первая группа: санрэнсей, китайское фусэки; все виды фусэки, где чёрные быстро захватывают одну из сторон.
- Вторая группа: спокойные фусэки, избегающие крайностей.
- Третья группа: перекрёстные позиции с медленной скоростью развития и возникновением борьбы в начале.

### Хоси (4-4): нирэнсэй, санрэнсэй и ёнрэнсэй
| 19 |
| 18 |
| 17 |
| 16 |
| 15 |
| 14 |
| 13 |
| 12 |
| 11 |
| 10 |
| 9  |
| 8  |
| 7  |
| 6  |
| 5  |
| 4  |
| 3  |
| 2  |
| 1  |

| 19 |
| 18 |
| 17 |
| 16 |
| 15 |
| 14 |
| 13 |
| 12 |
| 11 |
| 10 |
| 9  |
| 8  |
| 7  |
| 6  |
| 5  |
| 4  |
| 3  |
| 2  |
| 1  |

| 19 |
| 18 |
| 17 |
| 16 |
| 15 |
| 14 |
| 13 |
| 12 |
| 11 |
| 10 |
| 9  |
| 8  |
| 7  |
| 6  |
| 5  |
| 4  |
| 3  |
| 2  |
| 1  |

Ход в пункт хоси обозначает преобладающее желание игрока получить внешнее влияние с меньшим устремлением к приобретению гарантированных очков территории.
Нирэнсэй (яп. 二連星) является одним из самых популярных дебютов среди любителей в настоящее время; среди профессионалов он стал использоваться реже, чем в середине прошлого века. Несмотря на то, что раньше такое построение использовалось в форовом го, в качестве начальных ходов в профессиональном го оно стало развиваться в эпоху новых фусэки в 1930-х годах. Нирэнсэй может быть разыгран как чёрными, так и белыми.
В санрэнсэй-фусэки (яп. 三連星) создаётся заготовка большого мойо — крупной области влияния, куда противник вынужден вторгаться, чтобы воспрепятствовать превращению этого мощного влияния в территорию. Санрэнсэй — активный и динамичный дебют, ставший популярным с момента своего появления в профессиональном го. Большую популярность санрэнсэй завоевал благодаря партиям Масаки Такэмии и его идеям космического стиля го. Такэмия увидел в этом построении новые возможности и разработал собственные дзёсэки, которые могут применяться только при санрэнсэе (или его трансформации в ёнрэнсэй). Санрэнсэй Такэмии характеризуется построением огромной сферы влияния, распространяющейся практически на всю центральную область.
Ёнрэнсэй (яп. 四連星) — достаточно редкое фусэки. В эпоху новых фусэки такое построение часто использовал Масаки Такэмия. Как и санрэнсэй, ёнрэнсэй направлен на создание большой заготовки в центре доски.

### Комоку (3-4)
| 19 |
| 18 |
| 17 |
| 16 |
| 15 |
| 14 |
| 13 |
| 12 |
| 11 |
| 10 |
| 9  |
| 8  |
| 7  |
| 6  |
| 5  |
| 4  |
| 3  |
| 2  |
| 1  |

| 19 |
| 18 |
| 17 |
| 16 |
| 15 |
| 14 |
| 13 |
| 12 |
| 11 |
| 10 |
| 9  |
| 8  |
| 7  |
| 6  |
| 5  |
| 4  |
| 3  |
| 2  |
| 1  |

| 19 |
| 18 |
| 17 |
| 16 |
| 15 |
| 14 |
| 13 |
| 12 |
| 11 |
| 10 |
| 9  |
| 8  |
| 7  |
| 6  |
| 5  |
| 4  |
| 3  |
| 2  |
| 1  |

Фусэки с использованием ходов в комоку (пункт 3-4) могут использоваться как для резкой и атакующей, так и для спокойной территориальной игры.
При построении с двумя комоку (диаграмма 1) пятым ходом чёрные огораживают один из углов. Естественным продолжением для белых будет воспрепятствование такому же ограждению второго угла, поскольку тогда у чёрных прибавится слишком много территории.
Сочетание хоси и комоку (диаграмма 2) обеспечивает баланс между территорией и влиянием. Идеальным построением для чёрных был бы ход в центр стороны, позволяющий захватить сразу же огромную территорию, поэтому белые сами пойдут туда 6 ходом. Дальнейшее развитие позиции предполагает захват очков с одновременной атакой белых.
Противостоящие друг другу комоку (диаграмма 3) также используются в профессиональных партиях; тактика при таком построении также чаще всего направлена на огораживание одного из углов и построение территории.

### Фусэки Сюсаку: современное использование

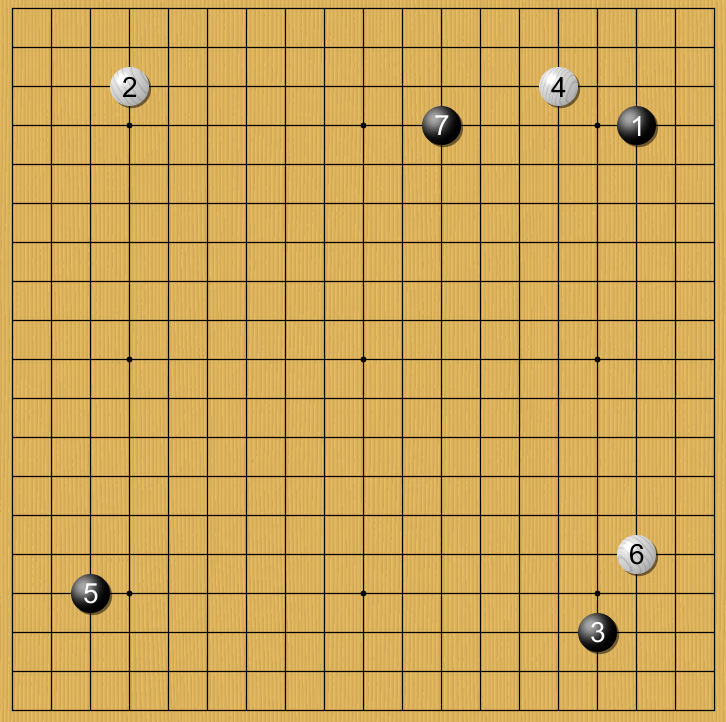
Трансформация фусэки Сюсаку

В своё время отказ от фусэки Сюсаку (см. предыдущий раздел) был связан с введением коми, благодаря чему чёрные не могут более играть спокойно и должны отыграть 6.5 очков компенсации за первый ход. В настоящее время вместо спокойного косуми Сюсаку играется более активный боевой ход, направленный на атаку противника. Следует отметить, что данная позиция возникает в случае, когда белые не желают дать чёрным построить два комоку и вместо занятия свободного угла идут в атаку третьим ходом. При этом белые отходят от традиционного порядка «угол-сторона-центр», однако эта особая стратегия помогает препятствовать построению чёрными двух комоку и переводит игру в более динамичное русло.

### Фусэки Кобаяси
Фусэки Кобаяси было популярно в 80-х годах прошлого века и используется и в наше время. Построение Кобаяси развивает заготовку, которая может потенциально принести чёрным много очков территории, при этом параллельно происходит и развитие влияния благодаря балансу ходов по 3-й и 4-й линиям. У белых остаются возможности разрушить территорию чёрных при помощи вторжения в их потенциальную территорию. Также у белых есть несколько способов не допустить построение фусэки Кобаяси или сделать так, что оно перестанет быть выгодным. В современном го можно проследить эксперименты с фусэки Кобаяси, предлагающие новые ходы и идеи его развития.

### Китайские фусэки
По мнению Масао Като, высокое китайское фусэки отчасти напоминает санрэнсэй. Как и построение с пунктами 4-4, высокое китайское фусэки предполагает получение влияния в центре доски. Как и в случае с санрэнсэем, развитие высокого китайского фусэки предполагает захват больших пунктов; когда противник вторгается в эту заготовку, начинается крупномасштабная атака. При этом ход чёрных в пункт 3-4, в отличие от санрэнсэй-фусэки, даёт возможность закрепиться в углу и получить там территорию. В отличие от высокого построения, низкое китайское фусэки направлено на более территориальную игру, однако при этом сохраняется идея построения большой заготовки. Мини-китайское построение получило своё название из-за схожести с высоким и низким китайскими фусэки, однако ходы делаются на более близком расстоянии друг к другу. Мини-китайское фусэки часто используется современными корейскими и китайскими профессионалами, появляются новые варианты и модификации.

### Сан-сан фусэки
Большим поклонником хода сан-сан (3-3) является ведущий японский го-профессионал Тё Тикун, посвятивший сан-сан фусэки свою одноимённую книгу. Ход в пункт 3-3 гарантирует захват угла и получение территории в этой области; в отличие от пункта 4-4, сан-сан используется не для влияния, а с целью получения твёрдых очков территории в углах с потенциалом развития и территориальной игры по сторонам. Тё Тикун использовал сан-сан, играя и чёрными, и белыми; его территориальный стиль часто был мощным противовесом космическому го Такэмии Масаки.

### Прочие фусэки
Другие виды фусэки используются в профессиональной игре намного реже вышеперечисленных, тем не менее, можно встретить примеры разных начальных ходов. Диагональное фусэки с различными угловыми ходами рассчитано на ведение борьбы, поскольку ни один из игроков не может спокойно занять сторону и строить внушительные территориальные заготовки. Первые ходы в углу в пункт мокухадзуси (5-3) также предполагают готовность игрока к дальнейшей борьбе, а в пункт такамоку (4-5) — построение больших сфер влияния.
Применение тактики зеркальной игры (манэго, яп. 真似碁) — зеркального повторения ходов соперника — может быть связано как с психологической уловкой для получения преимущества, так и с попыткой уйти от привычных стандартов. В прошлом такой способ игры часто использовал японский профессионал Хосай Фудзисава.
Известны и партии, начинавшиеся с центрального пункта (тэнгэн, яп. 天元). Игрок, выбравший такое начало, строит всю дальнейшую тактику с учётом этого хода. Тэнгэн и другие ходы в центральной области могут использоваться для масштабной борьбы, создания влияния в центре или тактики зеркального го.
| 19 |
| 18 |
| 17 |
| 16 |
| 15 |
| 14 |
| 13 |
| 12 |
| 11 |
| 10 |
| 9  |
| 8  |
| 7  |
| 6  |
| 5  |
| 4  |
| 3  |
| 2  |
| 1  |

| 19 |
| 18 |
| 17 |
| 16 |
| 15 |
| 14 |
| 13 |
| 12 |
| 11 |
| 10 |
| 9  |
| 8  |
| 7  |
| 6  |
| 5  |
| 4  |
| 3  |
| 2  |
| 1  |

| 19 |
| 18 |
| 17 |
| 16 |
| 15 |
| 14 |
| 13 |
| 12 |
| 11 |
| 10 |
| 9  |
| 8  |
| 7  |
| 6  |
| 5  |
| 4  |
| 3  |
| 2  |
| 1  |

## Статистика по фусэки
С учётом симметрии доски, в го в начальной позиции существует 55 разных ходов; после нескольких первых ходов позиция утрачивает симметрию, и далее число возможных ходов становится практически равным числу оставшихся свободных пунктов. Дерево вариантов при попытке просчитать партию вперёд на несколько ходов растёт существенно быстрее: если в шахматах после четвёртого полухода может возникнуть порядка ста тысяч позиций, то в го их число превышает шестнадцать миллиардов. В полной версии базы данных программы BiGo (включает в себя партии профессионалов и сильных любителей) насчитывается около 2 400 000 000 вариаций розыгрыша фусэки.
В первой главе книги «Дебютные идеи» Масао Като приводит исследования Ханэ Ясумасы (9 дан) по соотношению количества побед при использовании того или иного стандартного фусэки (исследовались только партии профессионалов, было взято более 5000 партий; следует учитывать, что на момент проведения данного исследования некоторые современные фусэки ещё не успели появиться):
| Вид фусэки                                              | Число партий | Кол-во побед | Кол-во поражений | %    |
| ------------------------------------------------------- | ------------ | ------------ | ---------------- | ---- |
| Высокое китайское                                       | 468          | 287          | 171              | 62,7 |
| Низкое китайское                                        | 376          | 203          | 172              | 54,1 |
| Санрэнсэй                                               | 325          | 174          | 142              | 55,1 |
| Санрэнсэй Такэмии                                       | 47           | 30           | 17               | 63,8 |
| Нирэнсэй                                                | 999          | 564          | 410              | 57,9 |
| Хоси + комоку внизу                                     | 955          | 516          | 421              | 55,1 |
| Хоси + комоку справа                                    | 583          | 279          | 288              | 49,2 |
| Комоку + хоси                                           | 464          | 254          | 196              | 56,4 |
| Двойное комоку                                          | 1323         | 688          | 605              | 53,2 |
| Сан-сан вверху                                          | 220          | 120          | 95               | 55,8 |
| Сан-сан внизу                                           | 131          | 63           | 64               | 49,6 |
| Прочие                                                  | 87           | 45           | 39               | 53,6 |
| (В турнире Оотэаи несколько партий закончилось вничью). |              |              |                  |      |

Создатели CD-энциклопедии по го GoGod провели своё статистическое исследование с целью выяснения зависимости исхода партии от 1 и 2 хода:
- Было проанализировано 13 362 партий, из которых 53,5 % закончились победой чёрных, 43,3 % — победой белых, 2,2 % — с неопределённым результатом.

| —      | Хоси   | Хоси      | Комоку | Комоку    | Мокухадзуси | Мокухадзуси | Такамоку | Такамоку  | Сан-сан | Сан-сан   |
| —      | Побед  | Поражений | Побед  | Поражений | Побед       | Поражений   | Побед    | Поражений | Побед   | Поражений |
| ------ | ------ | --------- | ------ | --------- | ----------- | ----------- | -------- | --------- | ------- | --------- |
| Чёрные | 54,7 % | 44,7 %    | 54,0 % | 43,4 %    | 47,4 %      | 42,8 %      | 47,0 %   | 45,4 %    | 48,2 %  | 51,3 %    |
| Белые  | 47,1 % | 52,3 %    | 43,9 % | 53,5 %    | 37,8 %      | 55,7 %      | 32,6 %   | 59,8 %    | 45,1 %  | 55,5 %    |